# M77 motorway

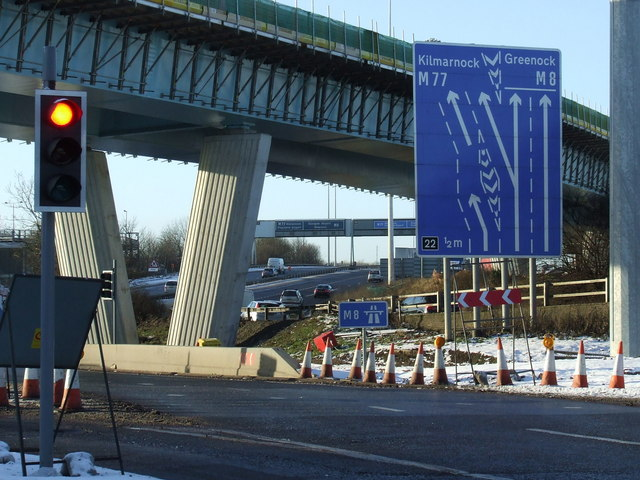
Verzweigung von M8, M74 und M77 (Aufnahme 2010)

Der für den Fährverkehr nach Belfast wichtige, größtenteils 1997 nach heftigen Protesten eröffnete und 2005 nach Süden verlängerte M77 motorway (englisch für ‚Autobahn M77‘) ist eine Autobahn in Zentralschottland, die vom M8 motorway nach Südsüdwesten nach Kilmarnock führt, kurz vor dieser Stadt aber in die A77 übergeht, die sich nach Ayr fortsetzt und dann über Cairnryan (Fährhafen nach Belfast) nach Stranraer und weiter nach Portpatrick führt. Die Gesamtlänge als Autobahn beträgt 32,2 km.